# Phyllanthus spinosus
Phyllanthus spinosus là một loài thực vật có hoa trong họ Diệp hạ châu. Loài này được Chiov. miêu tả khoa học đầu tiên năm 1929.